# آلسیو لوکاتلی
آلسیو لوکاتلی (انگلیسی: Alessio Locatelli؛ زادهٔ ۱۷ مارس ۱۹۷۸) بازیکن فوتبال اهل ایتالیا است.
از باشگاه‌هایی که در آن بازی کرده‌است می‌توان به باشگاه فوتبال اسپتزیا، باشگاه فوتبال بوتو پلوودیو، و باشگاه فوتبال پرو ورچلی اشاره کرد.